# Cestrotus turritus
Cestrotus turritus är en tvåvingeart som beskrevs av Friedrich Hermann Loew 1862. Cestrotus turritus ingår i släktet Cestrotus och familjen lövflugor. Inga underarter finns listade i Catalogue of Life.